# 世界新闻网络
世界新聞網路是一家总部位于美国纽约州纽约市的新闻聚合网站，域名wn.com注册于1995年3月22日，1998年正式上线。该网站是一个新闻搜索引擎（news search engine），它索引了许多流行的新闻网站和一些未被充分利用的数据库。
2002年2月，该网站被英国《卫报》“世界新闻指南”专栏提及。2003年，搜索引擎观察（Search Engine Watch）赞扬了该网站“特别报道”这项服务，并称其为其他新闻聚合服务的“有趣的替代选择”。